# Lijst van Schotse gerechten
Een lijst van gerechten die een Schotse oorsprong hebben. 
- Arbroath Smokie
- Bannock
- Bridie
- Clootie dumpling
- Cranachan
- Cullen Skink
- Haggis
- Kippers
- Lorne sausage
- Red pudding
- Scotch broth
- Scotch egg
- Scotch pie
- Scots Tablet
- Sliced sausage
- Steak pie
- Stovies
- White pudding